# Zolonceni, Criuleni
Zolonceni este un sat din cadrul orașului Criuleni din raionul Criuleni, Republica Moldova

## Istorie
Prima atestare documentară a localității Criuleni este din 1607:
„Io, Mihail Movilă voievod, din mila lui Dumnezeu, domn al Țării Moldovei. Iată au venit înaintea noastră și înaintea tuturor boierilor noștri moldoveni, mari și mici, Petriman, fiul lui Crutco și Toni, fiul lui Ion Grozincă și Ionașco, fiul lui Bâtă, și Meletichi, fiul lui Căldărușu, de bună voia lor, nesiliți de nimeni, nici asupriți și au vândut dreapta lor ocină și dedină, un sat care se numește Zaloceanii vad de moară care este mai sus de gura Răutului și mai sus de Criveni și un loc de mori unde cade Moșcova în Răut, din privilegii de danie și de cumpărătură în loc pustiu, pe care le-au avut părinții lor, Crutcu și Ion Grizincă și Bâtăi Căldărușu, dela Ioan voievod și din ispisoc dela prea iubit unchiul domniei mele, Io Eremia voievod, pe acel sat mai sus scris Zaloceanii.

...

Scris la Iași, în anul 7116 <1607> Septembrie 23.

Însuși domnul a zis.

Stroici mare logofăt a învățat.

Grozav a scris.”